# エボシグモ科

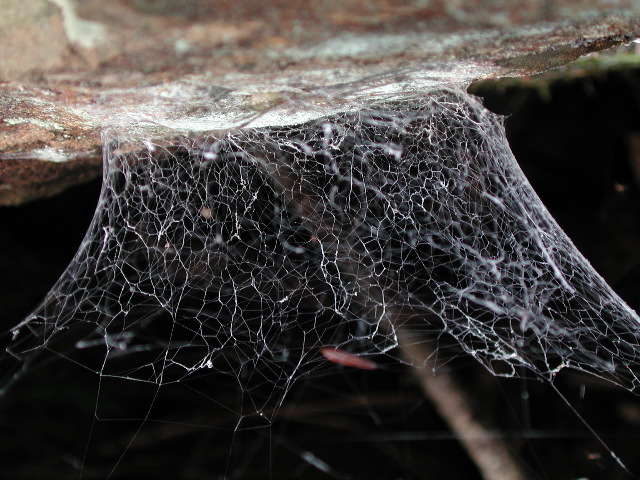
エボシグモ(種名不詳)の網

エボシグモ科 Hypochilidae は、特殊なクモの一群である。細長い歩脚を持ち、網を張って獲物を捕らえるが、地中性の原始的なクモ類と共通する特徴を持つ。現存する普通のクモ類ではもっとも原始的なもののひとつと考えられる。

## 概説
エボシグモ科は北米と中国にのみ分布する、電球の傘のような網を張るクモである。北アメリカにはエボシグモ属 Hypochilus が、中国には Ectatosticta が分布する。
いずれもやや縦長の頭胸部と腹部に、細長い脚を備えたクモである。篩板を持っており、また書肺が2対あるなどの原始的な特徴を持つ。暗い湿ったところに生息し、下を向いた基盤面から下向きに梳き糸を含むシートを広げた形の網を張る。中央が基盤にくっついてクモの居場所となる。
この類はキムラグモ類やトタテグモ類などの原始的なクモ類の特徴を色濃く残しながらも、普通のクモ類の特徴を持つものであり、生きている化石とも言われた。現在の分岐分類学的判断では普通のクモ類のもっとも基底で分岐したものとされている。

## 特徴
体長は1-2cmで、歩脚は長いものは6cmほどもある脚の細長いクモである。エボシグモは頭胸部も腹部も縦長の楕円形で、その外見はユウレイグモ属のものに似ている。もう1つの属であるEctatostica はよりがっしりしており、コガネグモ科の、特にドヨウグモ属のものを思わせる。頭胸部は縦長で、中窩（背甲中央の溝）は縦長で、目は8個、前後2列に配置する。
歩脚は細長く、先端の爪は3つあり、それ以外によく発達した爪状の構造を持つ。3本の爪は対をなす2本は同型で櫛状、1つは大きく曲がる。末端毛束等はない。糸疣の前に篩板がある。雄の触肢器官は触肢の先端から生じる。雌性生殖孔の構造は単性域類的で外雌器が発達しない。受精嚢は左右に2つずつある。

## 生態

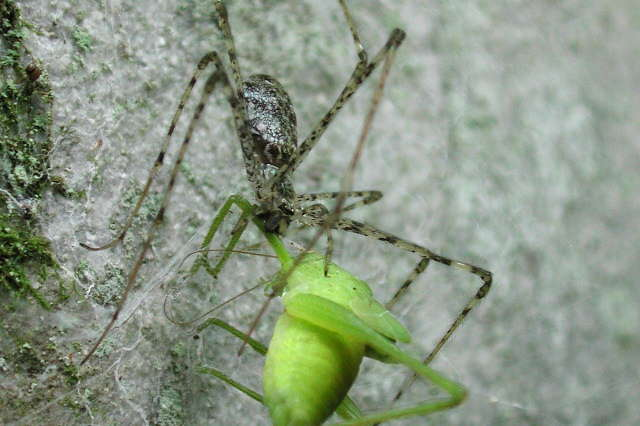
捕食の様子（H. thorelli）

いずれも暗くて湿度の保たれた環境に生息する。一部のものは洞窟や坑道に生息する。
造網性のクモであり、物陰、オーバーハングした岩の下面、樹木の根本の方などに網を張る。網の構造は、この類ではほぼ共通している。その網は一見すると、ねばねばした梳き糸で構成されており、それが乾燥した支持糸で隣接する基盤に引っ張られて、その部分でクモが隠れられるようになっている。エボシグモのそれはやや深めのランプシェードのような形になる。このクモの英名である lampshade spider もこれにより、和名のエボシグモはこれを烏帽子に見立てたものである。
Ectatosticaについては、シート状の網であり、転石などの下向きの面に一部がくっついており、周囲は糸で他物に着いているという。
エボシクモではほぼ円形になったこの網の中心の基盤上に身体を平らにして伏せている。また、ぶら下がるような姿勢で細長い脚を網に触れさせる姿勢を頻繁にとる。餌はランプシェードの部分に引っかかり、クモは内側から噛みついて餌を殺す。糸を用いて包むことはしない。網にかかるのは飛行する昆虫と、岩の上を這う昆虫などがほぼ半々である由。
配偶行動に関しては、エボシグモの1種 H. thorelli の例では、雄は成熟すると網を離れ雌の網を探し回る。発見すると脚で網に触れて雌の様子をうかがった後に侵入、雌が身体を浮かせると、雄は前から潜り込むよう雌の体と基質の間に入り、触肢を雌の腹部下面に差し入れ、交接する。卵は、ふわふわした綿状の糸に包まれた球形の卵嚢に納められ、コケや地衣の生えた岩や木の肌からぶら下げられる。卵嚢の表面は泥や地衣の粉で包まれる。

## 系統の問題
クモ目の分類では、まず腹部に体節が残るなど、とりわけ原始的特徴が多いハラフシグモ科からなるハラフシグモ亜目とそれ以外のクモすべてからなるクモ亜目に分け、後者はさらにやはり原始的なトタテグモなどを纏めたトタテグモ下目と普通のクモすべてを含むクモ下目に分ける。ハラフシグモ亜目とトタテグモ下目のものはいずれもほぼ地中性で、外見的にも互いに似ていて、クモ目全体の中では独特である。
この科のものは、クモ下目、フツウクモ類の、いわゆる普通のクモの姿を持ちながら、以下のような点で中疣亜目や原蜘下目に見られる特徴を有し、他のクモ下目のものと異なっている。
- 書肺が2対ある。一般の真蜘下目では後対が退化して気門となる。
- 毒腺が鋏角内部のみに収まる。一般の真蜘下目では毒腺は頭胸部にまで入り込んでいる。
- 心臓の心門数が一般の真蜘下目より多い。
- 腹部の腹背の筋肉配置がハラフシグモのそれに似ている。
- 神経系に於いては、神経節が11対あり、一般の真蜘下目より2つ多い。
- 顎の可動方向がやや横向きになってはいるが、一般の真蜘下目のものほど完全ではない。

また、雌性生殖孔において左右で貯精嚢がそれぞれ2つに分かれているのはハラフシグモ科やジグモ科に共通する特徴で、一般のものではそれぞれ左右で1つにまとまっている。
このほか、糸腺がトタテグモ類では2種しかないのに対し、この科のものは5種を持っている。しかし、たとえばコガネグモ科のものは6種、ウズグモ科のものは7種も持っている。
このようなことから、古くからこのクモは生きた化石、古代のクモの姿を残したものと考えられ、とりわけクモが空中に網を張って昆虫を捕らえ始めたころの様子を知る手がかりと考えられてきた。
クモ類の分類に分岐分類学の手法を適用して見直した Platonik は、1977年にこのクモの分類位置を発表した。そこではクモ下目の中で、エボシグモ科はそれ以外すべてのクモ類に対して姉妹群をなし、そのもっとも基底で分枝したものと判断された。そのため、この科以外のすべてのクモを新篩板類とし、この科だけをそれらに対置する形で古篩板類とした。
なお、書肺が2対あるクモとしては、クモ下目では他にムカシボロアミグモ科とハガクレグモ科があり、これら2科（まとめてムカシボロアミグモ上科）はエボシグモ科の次に分岐したものと彼は見ている。
これらの見解は、後の研究者も多く支持するところである。ただし小野はやはり篩板に関する判断を異にし、単性域類の下に古篩板類を置き、そこにムカシボロアミグモ科やハガクレグモ科などと共にこの科を置いている。

### 網の進化について
このクモは空中に広がる網を張るが、獲物を捕まえる際に糸を使わない。クモの網と捕獲の方法の進化については、以下のような進化の過程を考える説がある（Shear(1970)）。
1. 網を張らず、獲物を捕まえる際には噛みつく。
2. 地表に網を張り、獲物には噛みつく。
3. 空中に網を張り、獲物には噛みついた後に糸を巻き付け、その後の処理の間に失われるのを避ける。
4. 空中に網を張り、獲物は噛みつくことと糸で巻くことで処理する。
5. 空中に網を張り、獲物は糸で巻くだけで処理する。

このクモの場合、この系列の2と3の間の段階にあると取れる。Fergusson はさらにどちらかと言えば2の段階に近いと判断している。理由としては網が基盤に接して作られ、また歩行性の餌を捕獲出来ることを挙げている。空中に張られるクモの網の発祥について、巣穴の入り口から放射状に張られた糸に由来するとの説(Kaston(1964))から見ても、このクモの網はその発展と考えるのはたやすい。

## 分類
Gertch(1958)ではこの科に4属を認めているが、Hickmania と Austrochilus は後に別科となった。現在この科のものとされているのは以下の2属である。含まれる種についてはエボシグモ科の属種一覧を参照のこと。
- Hypochilus　エボシグモ属

北アメリカに10種がある。いずれも山地に生息するが、その分布域はカリフォルニア山地・ロッキー山脈、アパラチア山脈南部と互いに離れており、それぞれの種の分布域はその中でも互いにほとんど重複しない狭い範囲に限られる。
- Ectatosticta

中国に分布。長く1種のみで知られたが、現在は2種が知られている。これも分布域は隔離的。